# 大卡林卡
49°46′4″N 23°45′27″E / 49.76778°N 23.75750°E
大卡林卡（烏克蘭語：Велика Калинка），是烏克蘭的村落，位於該國西部利沃夫州，由戈羅多克區負責管轄，始建於1465年，面積0.36平方公里，海拔高度309米，2001年人口235，人口密度每平方公里647.38人。